# Chomice
Chomice – wieś w Polsce położona w województwie podlaskim, w powiecie wysokomazowieckim, w gminie Sokoły.
W latach 1975–1998 miejscowość administracyjnie należała do województwa łomżyńskiego.
Wierni kościoła rzymskokatolickiego należą do parafii Wniebowzięcia Najświętszej Maryi Panny w Waniewie.

## Historia
W I Rzeczypospolitej wieś należała do ziemi bielskiej.
Chomice wchodziły w skład tzw. dóbr Kowalewszczyzna, należących do książąt Radziwiłłów, w XVII w. do Orsettich, w 1830 do Rostworowskich.
W roku 1827 liczyły 7 domów i 57 mieszkańców.
Pod koniec wieku XIX wieś w powiecie mazowieckim, gmina Kowalewszczyzna, parafia Waniewo.
W roku 1921 było tu 11 budynków z przeznaczeniem mieszkalnym oraz 95 mieszkańców (45 mężczyzn i 50 kobiet). Narodowość polską podały 93 osoby, a 2 inną.